# پرویز صانعی
پرویز صانعی، حقوقدان، استاد دانشگاه و وکیل دادگستری در سال 1315 خورشیدی در تهران به دنیا آمد. تحصیلات ابتدایی و متوسطه را در مدارس ابن‌سینا، فیروز بهرام و علمیه تهران به پایان رساند. سپس به دانشكده حقوق و علوم سیاسی رفت و با رتبه اول موفق به دریافت درجه لیسانس شد. وی متعاقباً به ایالات متحده آمریکا رفت و در دانشگاه‌های كلمبیا و ییل به تحصیل در رشته حقوق كیفری و حقوق تطبیقی پرداخت و پس از دفاع از پایان‌نامه «مسائل بازپرسی پلیس در ایالات متحده امریكا» موفق به اخذ دكترای حقوق كیفری شد.
استاد صانعی پس از بازگشت به ایران، به مدت هشت سال به عنوان عضو هیئت علمی دانشكده حقوق دانشگاه تهران به تدریس دروس گوناگون از جمله حقوق جزا، حقوق اساسی و جامعه‌شناسی حقوق پرداخت.  از سال 1350 در دانشكده حقوق دانشگاه ملی ایران (شهید بهشتی كنونی) به تدریس و خدمات علمی مشغول شد و مدتی نیز ریاست آن دانشكده را بر عهده داشت. این همکاری تا مدتی پس از انقلاب ادامه یافت و سپس وی به میل خود از تدریس در این دانشگاه کناره گرفت و به حرفه وکالت مشغول شد.
آثار تألیفی و تحقیقی استاد صانعی عبارتند از:
- جامعه‌شناسی ارزشها، تهران، انتشارات گنج دانش، چاپ اول، 1377.
- حقوق و اجتماع، رابطه حقوق با عوامل اجتماعی و روانی، تهران، انتشارات طرح نو، چاپ اول، 1382.
- حقوق جزای عمومی (دو جلدی)، تهران، انتشارات طرح نو، چاپ اول، 1383.
همچنین مقالات متعدد علمی و تحقیقی توسط استاد صانعی در نشریه‌های حقوق مردم، حقوق امروز و مجله كانون وكلا به چاپ رسیده است.